# Probezzia nigra
Probezzia nigra är en tvåvingeart som beskrevs av Wirth 1971. Probezzia nigra ingår i släktet Probezzia och familjen svidknott. Inga underarter finns listade i Catalogue of Life.